# Artículo IV de la Constitución de los Estados Unidos
El Artículo IV de la Constitución de los Estados Unidos trata sobre los estados. Establece las obligaciones que los estados han de tener entre ellos y las obligaciones del Gobierno federal con los estados. Permite la admisión de nuevos estados a la Unión y la modificación de sus fronteras.

## Primera Sección: Fe absoluta y crédito
Se dará fe absoluta y crédito en cada Estado a los actos públicos, registros y procedimientos judiciales de todos los demás. Y el Congreso podrá prescribir, mediante leyes generales, la forma en que dichos actos, registros y procedimientos se probarán y el efecto que producirán.

La sección primera del Artículo requiere que los Estados den "fe absoluta y crédito" a las actas públicas, registros, y procedimientos judiciales de otros estados, estableciendo así la validez de cualquier documento legal o sentencia judicial en todo el territorio de Estados Unidos. El Congreso puede determinar en qué forma se procederá para que estos actos, archivos o procedimientos judiciales puedan ser comprobados.

## Segunda Sección: Obligaciones de los estados

### Cláusula 1: Los privilegios e inmunidades
Los ciudadanos de cada estado tendrán derecho a todos los privilegios e inmunidades de los ciudadanos de los demás estados.

Esta cláusula de la sección segunda requiere la protección interestatal de "privilegios e inmunidades". La ambigüedad de la cláusula ha dado lugar a diferentes interpretaciones. Algunos sostenían que la cláusula exigía que el Congreso tratase por igual a todos los ciudadanos. Otros sugerían que los ciudadanos de un estado, cuando viajasen a estados distintos, transfiriesen los derechos reconocidos por sus estados de origen. Ninguna de estas teorías ha sido aceptada por el Tribunal Supremo que, en cambio, ha declarado que la cláusula significa que los estados no pueden discriminar a los ciudadanos de otros estados en favor de sus propios ciudadanos.
En una sentencia de 1823, la Corte Suprema sostuvo que los privilegios e inmunidades respecto de las cuales se prohíbe la discriminación incluyen "la protección del Gobierno, el disfrute de la vida y la libertad ... El derecho de un ciudadano de un estado al pasar a través de, o residir en cualquier otro estado, con fines de comercio, agricultura, actividades profesionales  o de otra manera; a reclamar los beneficios de la acción de hábeas corpus, para establecer y mantener acciones de cualquier tipo en los tribunales del estado, a tomar, poseer y enajenar bienes, ya sean reales o personales, y una exención de los impuestos más altos o imposiciones que son pagados por los demás ciudadanos del estado". La mayoría de otros tipos de beneficios no fueron considerados privilegios protegidos e inmunidades.

### Cláusula 2: La extradición de fugitivos
Una persona acusada en cualquier estado por traición, delito grave u otro crimen, que huya de la justicia y fuere hallada en otro estado, será entregada, por solicitud de la Autoridad Ejecutiva del estado del que se haya fugado, con el objeto de que sea conducida al estado que posea jurisdicción sobre el delito.

La cláusula segunda exige que los fugitivos de la justicia puedan ser extraditados a petición de las autoridades ejecutivas de los estados de los que huyen. El Tribunal Supremo ha declarado que no es obligatorio para los fugitivos que hayan huido después de haber sido acusados, sino sólo si han huido después de haber cometido el crimen. La Constitución prevé la extradición de fugitivos que han cometido "traición a la patria, delito grave u otro crimen". e ha sostenido que esa frase incluye todos los actos prohibidos por las leyes de un estado, incluidos los delitos menores y faltas.

### Cláusula 3: La extradición del esclavo huido
Ninguna persona obligada a servir o trabajar en un estado, bajo las leyes de éste, que escape a otro estado, quedará liberada, a consecuencia de ninguna ley o reglamento de dicho estado, de dichos servicios o trabajo, sino que serán entregadas al reclamarlo la parte interesada a quien se deba tal servicio o trabajo.

En principio, esta cláusula se aplicó a esclavos fugitivos pero la Decimotercera Enmienda abolió la esclavitud. Sin embargo, es posible que esta cláusula se aplique a otro tipo de trabajadores.
La Corte Suprema dijo que "no todas las situaciones en las cuales el trabajo está obligado por la coerción o la fuerza de la ley violan la Decimotercera Enmienda".  Durante Guerra de Secesión, en 1864, fracasó un intento a revocar esta cláusula de la Constitución.

## Tercera Sección: Nuevos estados y propiedad federal

### Cláusula 1: Nuevos estados
El Congreso podrá admitir nuevos estados a esta Unión, pero ningún nuevo estado podrá formarse o erigirse dentro de los límites de otro estado, ni un estado constituirse mediante la unión de dos o más estados o partes de estados, sin el consentimiento de las legislaturas de los estados afectados, así como del Congreso.

El Congreso está facultado por la sección tercera a admitir nuevos estados a la Unión, tal como estaba previsto para Vermont después de la solución de los problemas fronterizos con Nueva York.
Ningún nuevo estado, sin embargo, puede estar formado por la segregación de otro, sin el consentimiento de todas las legislaturas de los estados en cuestión. La Constitución no exige que los estados sean admitidos en pie de "igualdad" con los estados originales. De hecho, la Convención Constitucional rechazó una propuesta que requería la igualdad de los nuevos estados. Sin embargo, el Congreso incluyó una cláusula de igualdad en los actos de admisión de los estados. Las restricciones del Congreso sobre la igualdad de los estados, incluso cuando esas limitaciones se han encontrado en los actos de admisión, se han declarado nulas por el Tribunal Supremo. 
Por ejemplo, el Tribunal Supremo anuló una disposición que limitaba la jurisdicción del estado de Alabama sobre aguas navegables en el estado. El Tribunal sostuvo, "Alabama tiene, por tanto, derecho a la soberanía y jurisdicción sobre todo el territorio dentro de sus límites... para mantener cualquier otra doctrina, es negar que Alabama ha sido admitido en la Unión en pie de igualdad con los estados originales ... a Alabama pertenecen las aguas navegables y los suelos debajo de ellos". La doctrina, sin embargo, también puede aplicarse en detrimento de los estados, como ocurrió con el de Texas. Antes de la admisión a la Unión, Texas era una nación independiente, que controlaba las aguas dentro de las tres millas de la costa, el límite normal para las naciones. Según la doctrina de igualdad de condiciones, sin embargo, Texas se encontró con que no podía tener control sobre el cinturón de tres millas después de la admisión en la Unión, ya que los estados originales, en el momento de incorporarse a la Unión carecían de dicho control de esas aguas. En lugar de eso, Texas renunció, al entrar en la Unión, al control sobre el agua y el suelo debajo de ella al Congreso. Bajo la Ley de tierras sumergidas de 1953, el Congreso devolvió territorio marítimo a algunos estados, pero no a otros. La ley fue mantenida por la Corte Suprema.
Durante la Guerra Civil, la parte montañosa del oeste de Virginia no estuvo de acuerdo con la decisión la convención estatal para separarse de la Unión. Esta región se separó de Virginia y formó un nuevo gobierno estatal que el presidente Lincoln reconoció de inmediato. En 1863, la legislatura del nuevo estado se hizo con un trozo de Virginia para sí y, con la aprobación del Congreso, formó un nuevo estado, Virginia Occidental. El Tribunal Supremo falló a favor de las acciones de Virginia Occidental en 1870, después de la Guerra Civil.
La cuestión de abandonar la Unión no está recogida por la Constitución. En 1869, la Corte Suprema sugirió que la Constitución ordenaba la perpetuidad y la indisolubilidad de la Unión. El tribunal permitía alguna posibilidad de división "a través de la revolución o por consentimiento de los Estados.

### Cláusula 2: Propiedad federal y la cláusula territorial
El Congreso tendrá facultad para disponer y formular todos los reglamentos y reglas necesarias con respecto al Territorio y otros bienes que pertenezcan a los Estados Unidos, y ninguna parte de esta Constitución será interpretada de manera que cause perjuicio a los derechos reclamados por los Estados Unidos o por cualquier estado individual.

La tercera sección dice que Congreso puede disponer de y legislar a todos los territorios y propiedades de los Estados Unidos.

## Cuarta Sección: Obligaciones de los Estados Unidos

### Cláusula 1: Gobierno republicano
Los Estados Unidos garantizarán a todo estado de esta Unión una forma de gobierno republicano, y protegerá a cada uno de ellos en contra de invasiones; y a solicitud de la Legislatura, o del Ejecutivo (en caso de que no fuese posible reunir a la legislatura) contra disturbios internos.

### Cláusula 2: Protección de una invasión y disturbios internos
... y [los Estados Unidos] protegerá a cada uno de ellos [los estados] en contra de invasiones; y a solicitud de la Legislatura, o del Ejecutivo (en caso de que no fuese posible reunir a la legislatura) contra disturbios internos.

La cuarta sección requiere que los Estados Unidos proteja 
de invasión, y a solicitud de la Legislatura, o del Ejecutivo, contra disturbios internos. Esta provisión se utilizó para envío de tropas federales por presidente Grover Cleveland durante huelga de Pullman.